# Bioestadística
La bioestadística és l'aplicació dels mètodes estadístics en el camp de la biologia, medicina, veterinària o disciplines relacionads. Aquest mètode s'utilitza, per exemple, en el disseny d'experiments biològics i en la recollida, el resum i l'anàlisi de les dades dels experiments. És una part de la biometria.
Permet realitzar inferències estadístiques sobre les característiques d'una població completa a partir d'una mostra. Les característiques de la població s'anomenen paràmetres i les de la mostra, estadístics. En la inferència estadística es poden diferenciar dues àrees: estimacions de paràmetres poblacionals i contrast d'hipòtesis.
La teoria estadística de l'estimació permet predir, amb una determinada precisió, com es comporta un paràmetre de la població. S'utilitza la informació proporcionada per un estadístic calculat en una mostra d'individus extreta a l'atzar de la mateixa població. Per exemple, a la vista del percentatge de persones amb hipertensió arterial identificats en una mostra seleccionada a l'atzar entre els homes de 45 a 75 anys residents a, per exemple, Reus l'any 2009, es pot estimar, amb una certa precisió, quina és la prevalença d'hipertensió en aquesta població entre els homes de 45 a 75 anys.
Els contrast d'hipòtesis permeten determinar si el valor d'un paràmetre poblacional és igual a un valor específic. Aquest mètode permet decidir, per exemple, si les diferències observades entre dos o més grups poden ser explicades només per l'atzar o si són degudes al fet que els grups provenen de poblacions amb un comportament diferent. Per exemple, si en un grup de malalts tractats amb un fàrmac es curen, al cap d'un mes, el 70% i en un grup similar però "tractat" amb un placebo es curen un 30%, aquest mètode de permet decidir amb un determinat error si les diferències observades en el percentatge de guaricions:
- Poden ser explicades per la influència de l'atzar (per exemple, el percentatge de guaricions és del 50% en la població d'on provenen les dues mostres però per pur atzar un grup presenta un percentatge del 70% i l'altre del 30%).

- És poc versemblant que siguin degudes a l'atzar.

Els mètodes estadístics permeten decidir quina de les dues hipòtesi és la més versemblant. En realitat, el mètode només permet rebutjar, amb un cert error, la hipòtesi referent a què les diferències observades són degudes a l'atzar.
Es considera a Pierre-Charles Alexandre Louis (1787-1872.) com a l'introductor dels mètodes numèrics en el camp de la medicina occidental. El 1812 Pierre-Simon de Laplace (1749-1827) va publicar Théorie analytique des probabilités. Va utilitzar aquesta metodologia per estudiar diversos fenòmens naturals i va arribar a tenir molta influència a principis del segle xix. El 1823 Louis va començar a publicar treballs en què va aplicar aquest mètode a gran varietat de temes, des de la perforació de l'intestí prim a la mort sobtada (José L Fresquet. Pierre Charles Alexandre Louis). A Louis se'l recorda, sobretot, per haver demostrat, en una sèrie d'articles de l'any 1828, que la sagnia no era eficaç per tractar la pneumònia.

## Aplicacions
Algunes de les aplicacions de la bioestadística són:
- En medicina i epidemiologia, pel disseny i anàlisi dels diferents tipus d'estudi com, per exemple,  assajos clínics (per avaluar intervencions), estudis de cohort (per estudiar la història natural de les  malalties i els factors que la determinen) o casos i controls (per identificar els factors de risc de les  malalties).

- En salut pública per descriure l'estat de salut de la població o per avaluar l'impacte dels programes d'intervenció comunitaris.

- En biologia per relacionar les característiques del fenotip amb les del genotip (genètica i epigenètica).

- En agricultura per millorar els  conreus i el bestiar.

## La necessitat de la bioestadística en medicina
La bioestadística ha esdevingut una de les ciències bàsiques de la medicina. Això és degut principalment a què el metge voldrà, per exemple, predir si el malalt es curarà amb un determinat tractament. Aquest, per la seva banda, voldrà saber com evolucionarà la malaltia. Aquestes prediccions només són possibles utilitzant eines bioestadístiques.
Hom podria pensar que l'ús de la bioestadística és conseqüència de la ignorància actual i que en un futur no caldrà utilitzar-la. Si s'assumeix que un ésser viu és només el fruit d'interaccions electromagnètiques entre àtoms per formar molècules, cèl·lules, teixits i òrgans, sembla que no hi hauria cap problema per predir la seva evolució, ja que es coneixen les lleis que regeixen aquestes interaccions electromagnètiques. Segons el mecanicisme clàssic presentat per Laplace, en un sistema dinàmic determinista, coneixent l'estat inicial seria possible determinar el seu estat en qualsevol moment posterior:
| « | Devem considerar l'estat present de l'univers com l'efecte del seu estat anterior, i com la causa del que vindrà. Una intel·ligència que, en un instant donat, conegués totes les forces de la naturalesa i la situació respectiva dels éssers que la componen, si fos suficientment extensa com per sotmetre a una anàlisi totes aquestes dades, englobaria en una mateixa fórmula els moviments dels majors cossos de l'univers i dels àtoms més lleugers: res li seria incert i tant el futur com el passat estarien presents davant dels seus ulls. | » |

Però, segons Ian Hacking, «l'esdeveniment conceptual més important de la física del segle xx va ser el descobriment que el món no està subjecte al determinisme. La causalitat […] va ser enderrocada o, almenys, inclinada i en suspens: el passat no determina exactament el que passarà en el futur». Els científics van abandonar el somni determinista de Laplace per diverses raons, algunes teòriques i altres pràctiques:
1. El mateix Laplace sabia que aquesta «intel·ligència suficientment extensa» no podia existir en el nostre món. Per això, utilitza el condicional i "es resigna a una àmplia ignorància i justifica el recurs a la teoria de les probabilitats. De fet aquest era el propòsit de Laplace, ja que el famós paràgraf […] es troba precisament en el seu […] Assaig sobre la teoria de les probabilitats".[8]
2. L'estat macroscòpic del cos humà en un moment determinat, com la de molts altres sistemes, depèn de l'estat d'un gran nombre de partícules microscòpiques[9] Aquest nombre és tan gran i el nombre de les seves possibles combinacions és de tal magnitud, que la deducció de l'estat futur a partir de l'estat present és impracticable malgrat el comportament determinista d'aquestes partícules. A més a més, a cada moment interaccionem amb bilions i bilions de partícules i estructures més complexes de l'entorn que ens envolta, algunes de les quals són capaces de provocar lesions i malalties. D'aquí la necessitat d'unes lleis estadístiques que descriuen, no la sort d'un individu, sinó els comportaments mitjans de grups. Però no s'ha de veure la bioestadística com "un mal menor que s'accepta a falta de quelcom millor. Ans al contrari, constitueix el nivell de descripció pertinent".[10] De què serveix conèixer en detall la situació i el moviment de cadascuna de les partícules d'una cèl·lula o d'un individu? El que interessa és saber si, per exemple, caurà malalt o no, que és un fenomen intrínsecament macroscòpic. I per això, l'anàlisi de la mecànica clàssica del comportament individual de cada molècula o partícula, no és necessari i, sobretot, no és suficient. "Seguir les trajectòries particulars de miríades de partícules […] no ens aclaririen les qüestions que ens plantegem a la nostra escala […]. [Si una persona desenvoluparà o no la malaltia] no apareixeria en les interminables llistes de posicions i velocitats moleculars, de la mateixa manera que les característiques pertinents de la població d'un país (per exemple, l'edat mitjana o el percentatge de dones) no apareixen directament en els milions de fitxes del cens. Les nocions macroscòpiques pertanyen a un marc conceptual diferent al de la mecànica microscòpica, i és impossible que apareguin espontàniament en el si d'una teoria que no és la pròpia".[11] Einstein va ser un dels primers a comprendre que en sistemes deterministes, quan el nombre de partícules en joc era molt gran, s'havia d'utilitzar l'estadística per descriure el seu estat a escala macroscòpica. Per exemple, va comprendre que la deducció rigorosa de les lleis de la termodinàmica a partir del comportament determinista d'un nombre gran de partícules no era factible.[12]
3. L'aparició o no de la majoria d'esdeveniments de salut (per exemple, malaltia, guarició, recidiva o defunció) en un determinat individu depèn de molts factors, alguns coneguts i altres no. Poques malalties són degudes a una única causa i, fins i tot en aquest cas, la seva gravetat depèn d'altres moltes causes. A més a més, en el cas de conèixer alguna causa important (per exemple el nivell socioeconòmic), la mesura del factor no sempre és fàcil. Quan un fenomen depèn d'una constel·lació de causes, massa complexes per poder-les conèixer totes o per mesurar-les de forma adient, no es poden establir lleis per un sol individu, però si es pot establir quin és el comportament d'un gran nombre d'individus i establir les anomenades «lleis estadístiques».
4. Encara que fos possible establir les equacions que regeixen l'estat d'una persona en cada moment, això tampoc voldria dir que el somni de Laplace fos possible. El més versemblant és que no es pogués predir l'estat més enllà d'un determinat moment. Des del segle passat, se sap que els sistemes deterministes una mica complexos (inclús una bola de billar rodant per una taula de billar), estan sotmesos a una evolució caòtica i no es pot predir la seva evolució de forma precisa més enllà d'un determinat moment.[13] En el món biològic, sistemes d'aquest tipus són, per exemple, els batecs del cor o l'evolució d'una epidèmia. Si s'assumeix que els homes i resta d'éssers vius són deterministes, això, en contra del que escrivia Laplace, no vol dir que sempre es pugui predir el seu estat en el futur, coneguda la seva situació actual.
5. Heisenberg el 1927 demostra que no és possible precisar a la vegada la posició i la velocitat d'una partícula quàntica qualsevol (i l'univers està format per partícules quàntiques), ja que les partícules quàntiques «no tenen una extensió fixa»[14] i, per tant, «no són pas corpuscles localitzats»[15] i no té sentit parlar de quina és la seva posició.

Per tant, no queda cap altra opció que tractar l'estat d'un ésser viu com un fenomen aleatori. Això no vol dir que no puguem dir res sobre ell. Els fenòmens aleatoris també segueixen les seves lleis (lleis estadístiques) i només cal buscar-les amb les eines que ens proporciona la bioestadística. Un cop conegudes aquestes lleis estadístiques, es podrà predir el comportament de grups d'individus, i no d'individus particulars.
«Des de fa tres-cents anys s'ha anat desenvolupant un mètode de càlcul efectiu de l'atzar: la teoria de la probabilitat. Aquesta ens ha mostrat que l'atzar té les seves pròpies pautes que no s'apliquen a casos individuals sinó a conjunts d'individus […]. S'ha desenvolupat una branca aplicada de la teoria de probabilitats, l'estadística, amb la qual es determinen aquestes pautes (o lleis estadístiques).»